# The Covenant : Mission en Afghanistan
Pour les articles homonymes, voir Covenant.
Pour plus de détails, voir Fiche technique et Distribution.
The Covenant : Mission en Afghanistan (Guy Ritchie's The Covenant) est un film britanniquo-hispano-américain réalisé par Guy Ritchie et sorti en 2023. Le film met en scène Jake Gyllenhaal dans le rôle d'un soldat américain et de son interprète afghan (interprété par Dar Salim), luttant contre des talibans.
Le film reçoit des critiques globalement positives. Sorti en vidéo à la demande dans de nombreux pays, il ne récolte cependant pas de très bons résultats au box-office.

## Synopsis
Mars 2018, Afghanistan. Lors d'une mission de contrôle de véhicules, le sergent de l'armée américaine John Kinley perd notamment son interprète afghan lors d'une explosion au camion piégé à Lashkar Gah.
De retour sur la base de l'armée américaine à Begrâm, (ou Bagram), John fait la connaissance de son nouvel interprète, Ahmed Abdullah, un Afghan. Ce dernier apprend à John que les renseignements de l'armée pour retrouver les Talibans sont souvent erronés. John apprend par ailleurs que le fils d'Ahmed a été tué par les Talibans quelque temps plus tôt.
Grâce à de nouvelles informations et à l'accord du colonel Vokes, John et ses hommes partent à l'assaut d'un dépôt de munitions et de construction de bombes des Talibans. Les Américains sont trahis par l'un des Afghans mais Ahmed parvient à le découvrir à temps.
Après une attaque, John et Ahmed sont les seuls survivants de l'équipe. Alors que leurs ennemis sont à leurs trousses, Ahmed va tenter d'emmener Kinley, gravement blessé, en lieu sûr ("je te ramène à la maison", lui dit-il). Ils doivent parcourir pour cela une centaine de kilomètres en évitant les routes fréquentées par les Talibans qui ont mis leurs têtes à prix. Ahmed, seul valide, traîne John sur un brancard qu'il a fabriqué, dans une voiture, puis dans une charrette à bras à travers la montagne avant d'atteindre enfin Bagram.
Quelques semaines plus tard, John est rentré auprès des siens à Santa Clarita. Il découvre peu après qu'Ahmed et sa famille n'ont pas pu être rapatriés aux États-Unis, comme cela était initialement prévu. Après être passé par les voies administratives légales, rongé par sa dette envers Ahmed, John Kinley décide de retourner officieusement en Afghanistan pour les récupérer, sous le pseudonyme de Ron Kay. Le temps est compté car les Talibans ont eu vent des exploits d'Ahmed. John se rend à Kondoz pour y rencontrer Eddie Parker, un militaire privé engagé pour l'aider. Mais il va devoir se débrouiller seul pour retrouver Ahmed.

## Fiche technique
Sauf indication contraire, les informations mentionnées dans cette section peuvent être confirmées par la base de données cinématographiques IMDb,  présente dans la section « Liens externes ».
- Titre original : The Covenant
- Titre original complet : Guy Ritchie's The Covenant
- Titre français : The Covenant : Mission en Afghanistan
- Titre québécois : Sous le soleil d'Afghanistan[réf. nécessaire]
- Réalisation : Guy Ritchie
- Scénario : Guy Ritchie, Ivan Atkinson et Marn Davies
- Musique : Christopher Benstead
- Direction artistique : Florian Müller
- Décors : Martyn John
- Costumes : Loulou Bontemps
- Photographie : Ed Wild
- Montage : James Herbert
- Production : Ivan Atkinson, Josh Berger, John Friedberg et Guy Ritchie
  - Coproducteurs : Max Keene
  - Producteurs délégués : Olga Filipuk et Samantha Waite
- Sociétés de production : STX Films et Toff Guy Films
- Sociétés de distribution : Metro-Goldwyn-Mayer/United Artists (États-Unis), Amazon Studios/Prime Video (international)
- Budget : 55 millions de dollars
- Pays de production :  Royaume-Uni,  Espagne,  États-Unis
- Langue originale : anglais
- Format : couleur
- Genre : drame, guerre, thriller, action
- Durée : 123 minutes
- Date de sortie[1] :
  - États-Unis : 21 avril 2023
  - France : 23 juin 2023 (sur Prime Vidéo)
- Classification[2] :
  - États-Unis : R

## Distribution
Sauf indication contraire, les informations mentionnées dans cette section peuvent être confirmées par la base de données cinématographiques IMDb,  présente dans la section « Liens externes ».
- Jake Gyllenhaal (VF : Rémi Bichet) : le sergent John Kinley
- Emily Beecham (VF : Léovanie Raud) : Caroline Kinley
- Dar Salim (VF : Xavier Fagnon) : Ahmed
- Alexander Ludwig (VF : Jean-Christophe Dollé) : le sergent Declan O'Brady
- Antony Starr (VF : Laurent Maurel) : Eddie Parker
- Sean Sagar (VF : Mustapha Abourachid) : Charlie « Jizzy » Crow
- Jason Wong (VF : Stéphane Fourreau) : Joshua « JJ » Jung
- Rhys Yates (VF : Tristan Le Doze) : Tom « Tom Cat » Hancock
- Christian Ochoa (VF : Julien Meunier) : Eduardo « Chow Chow » Lopez
- Jonny Lee Miller (VF : Guillaume Lebon) : le colonel Vokes
- Ash Goldeh : Faraj
- Sina Parvaneh : Zaman
- Bobby Schofield (VF : Baptiste Caillaud) : Steve Kersher
- Cyrus Khodaveisi : Wahid

Source VF : AlloDoublage

## Production

### Écriture
Guy Ritchie coécrit le scénario avec Ivan Atkinson et Marn Davies, avec lesquels il a collaboré sur ses trois précédents films : The Gentlemen (2019), Un homme en colère (2021) et Operation Fortune: Ruse de guerre (2022). Guy Ritchie s'est ici beaucoup inspiré de conversations avec des vétérans.

### Attribution des rôles
En octobre 2021, il est annoncé que Jake Gyllenhaal tiendra le rôle principal d'un film écrit et réalisé par Guy Ritchie,,.

### Tournage
Le tournage débute en février 2022 à Alicante en Espagne. La présence des acteurs Dar Salim, Alexander Ludwig, Antony Starr, Jason Wong, Bobby Schofield, Sean Sagar et Emily Beecham est alors révélée. Les prises de vues se déroulent également à Sax, autre ville de la province d'Alicante. La première bande-annonce du film, diffusée en février 2023, révèlera la présence de Jonny Lee Miller.

## Sortie et accueil

### Date de sortie et promotion
En janvier 2022, il est annoncé qu'Amazon Studios a acquis les droits de diffusion pour de nombreux pays hors États-Unis. Alors que le titre provisoire était The Interpreter, il est révélé en décembre 2022 que le titre est désormais The Covenant. Une première bande-annonce est diffusée le 2 février 2023.

### Accueil critique
Dans le monde anglo-saxon, Guy Ritchie's The Covenant reçoit de la part de l’agrégateur Rotten Tomatoes la note de 82 % pour un total de 79 critiques. Le site Metacritic donne quant à lui la note de 63⁄100 pour un total de 27 critiques.

### Box-office
Le film commence timidement au box-office nord-américain avec 6,3 millions de dollars, pour une troisième place, ce qui est « loin des standards habituels pour un film de ce genre » d'après David Gross, spécialiste du box-office. Le film est précédé par Evil Dead Rise (23,5 millions $) et suivi par John Wick : Chapitre 4 (5,8 millions $). Il n'est pas sorti dans les salles françaises.
| Pays ou région        | Box-office        | Date d'arrêt du box-office | Nombre de semaines |
| --------------------- | ----------------- | -------------------------- | ------------------ |
| États-Unis Canada     | 16 938 039 $      | 1er juin 2023              | 6                  |
| Total hors États-Unis | +003 238 931, USD | n/a                        | n/a                |
| Total mondial         | +020 176 970, USD | n/a                        | n/a                |